# Marco Faccani
Marco Faccani (Ravenna, 30 luglio 1994) è un pilota motociclistico italiano.
Vincitore del campionato europeo Superstock 600 nel 2014.

## Carriera
Faccani inizia la carriera da motociclista partecipando alla classe 125 nel campionato Italiano Velocità, dove disputa una gara nel 2010. Nel 2011 passa alla classe Supersport del CIV dove disputa una gara e successivamente, due stagioni complete (2012 e 2013) piazzandosi rispettivamente settimo e quarto in classifica finale. Sempre nel 2013 fa il suo esordio internazionale partecipando, in qualità di wild-card al mondiale Supersport. Guida una Honda CBR600RR del team Evan bros R. by S.M.A. Ottiene un punto iridato che gli consente di chiudere al trentesimo posto in classifica piloti.
Nel 2014 diventa pilota titolare del team San Carlo Puccetti Racing che gli affida una Kawasaki ZX-6R da guidare nel Campionato europeo Superstock 600. Faccani ottiene cinque vittorie su sette gare in calendario oltre a tre giri veloci e quattro pole position che gli consentono di laurearsi campione europeo con un margine di oltre quaranta punti sul secondo classificato. Sempre nel 2014 partecipa alla gara finale in Qatar del mondiale Supersport, e ad alcuni eventi nel CIV Supersport non ottenendo punti validi per la classifica.
Nel 2015 è pilota titolare nel Campionato mondiale Supersport, guida ancora una Kawasaki e per lo stesso team della stagione precedente. Disputa una stagione regolare andando a raccogliere sessantasei punti che gli consentono di chiudere, la sua prima stagione completa in questo campionato, al nono posto in classifica piloti. In questa stagione inoltre partecipa, in qualità di wild card, al campionato Italiano Superbike senza ottenere punti.
Nel 2016 si trasferisce nella Superstock 1000 FIM Cup dove, insieme a Marc Moser, è titolare per il team tedesco Triple M, alla guida di una Ducati Panigale R. Chiude la stagione all'undicesimo posto in classifica piloti ottenendo una pole position ed un podio nel Gran Premio d'Italia a Misano. Nella stagione successiva rimane nella Stock 1000 ma cambia squadra e motocicletta. Faccani è pilota titolare dell'Althea BMW Racing Team che gli affida una BMW S1000RR. Chiude la stagione al settimo posto in classifica piloti con settanta punti ottenuti. Anche in questa annata eccelle sulla pista di Misano Adriatico dove ottiene vittoria e giro veloce davanti al connazionale Michael Ruben Rinaldi. Nel 2018 decide di abbandonare temporaneamente le corse per motivi economici.

## Risultati nel mondiale Supersport
| 2013 | Moto  |  |  |  |  |  |  |    |  |  |  |  |  |    |  | Punti | Pos. |
| ---- | ----- |  |  |  |  |  |  | -- |  |  |  |  |  | -- |  | ----- | ---- |
| 2013 | Honda |  |  |  |  |  |  | NP |  |  |  |  |  | 15 |  | 1     | 30º  |

| 2014 | Moto     |  |  |  |  |  |  |  |  |  |  |     |  |  |  | Punti | Pos. |
| ---- | -------- |  |  |  |  |  |  |  |  |  |  | --- |  |  |  | ----- | ---- |
| 2014 | Kawasaki |  |  |  |  |  |  |  |  |  |  | Rit |  |  |  | 0     |      |

| 2015 | Moto     |    |   |     |   |   |     |    |   |    |   |    |   |  |  | Punti | Pos. |
| ---- | -------- | -- | - | --- | - | - | --- | -- | - | -- | - | -- | - |  |  | ----- | ---- |
| 2015 | Kawasaki | 12 | 7 | Rit | 8 | 5 | Rit | 12 | 9 | 16 | 6 | 10 | 9 |  |  | 66    | 9º   |

| Legenda | 1º posto        | 2º posto            | 3º posto           | A punti      | Senza punti        | Grassetto – Pole position Corsivo – Giro più veloce |
| Legenda | Gara non valida | Non qual./Non part. | Ritirato/Non class | Squalificato | '-' Dato non disp. | Grassetto – Pole position Corsivo – Giro più veloce |